# Långtjärnen (Ramsjö socken, Hälsingland, 689734-149006)
Långtjärnen är en sjö i Ljusdals kommun i Hälsingland och ingår i Ljusnans huvudavrinningsområde.